# Judea
Provincie Judea (latinsky Iudaea, řecky Ιουδαία, hebrejsky יהודה) byla římská provincie existující v letech 6–132 n. l. Jejím jádrem bylo Judsko a Samařsko, později však do ní byly začleněny i ostatní části Herodova království. Provincie spadala pod přímou římskou správu.
Římští správcové se ovšem vůči židovskému náboženskému cítění chovali necitlivě, mnozí z nich byli navíc neschopní, takže stále více rostla nespokojenost obyvatel s římskou nadvládou. Když potom Gessius Florus roku 66 vyplenil chrámový poklad, vypukla první židovská válka. Povstalci ovšem byli rozštěpení do několika znepřátelených frakcí, takže když římské vojsko vedené Vespasianem a Titem dobylo Galileu a oblehlo Jeruzalém, vypukla v tomto městě občanská válka. Roku 70 byl nakonec Jeruzalém dobyt a srovnán se zemí i spolu s Chrámem. Roku 74 byl zlomen odpor posledních povstalců.
Zničení Chrámu mělo vážné důsledky pro židovské náboženství, neboť Židé ztratili místo konání bohoslužby. Ústřední místo ve formujícím se rabínském judaismu získalo studium Tóry. V Javne vznikl palestinský biblický kánon a začal se utvářet materiál, který byl později sepsán v Mišně.
Hadriánova snaha prosadit v Judeji pohanství však vyvolala Bar Kochbovo povstání, které bylo znovu tvrdě potlačeno. Tentokrát navíc Židům bylo zakázáno jejich náboženství a provincie Judea se přeměnila na provincii Syria Palaestina. Oblast Judska se vylidnila a těžiště židovského osídlení se přesunulo do Galileje a židovské diaspory.

## Herodovo dědictví

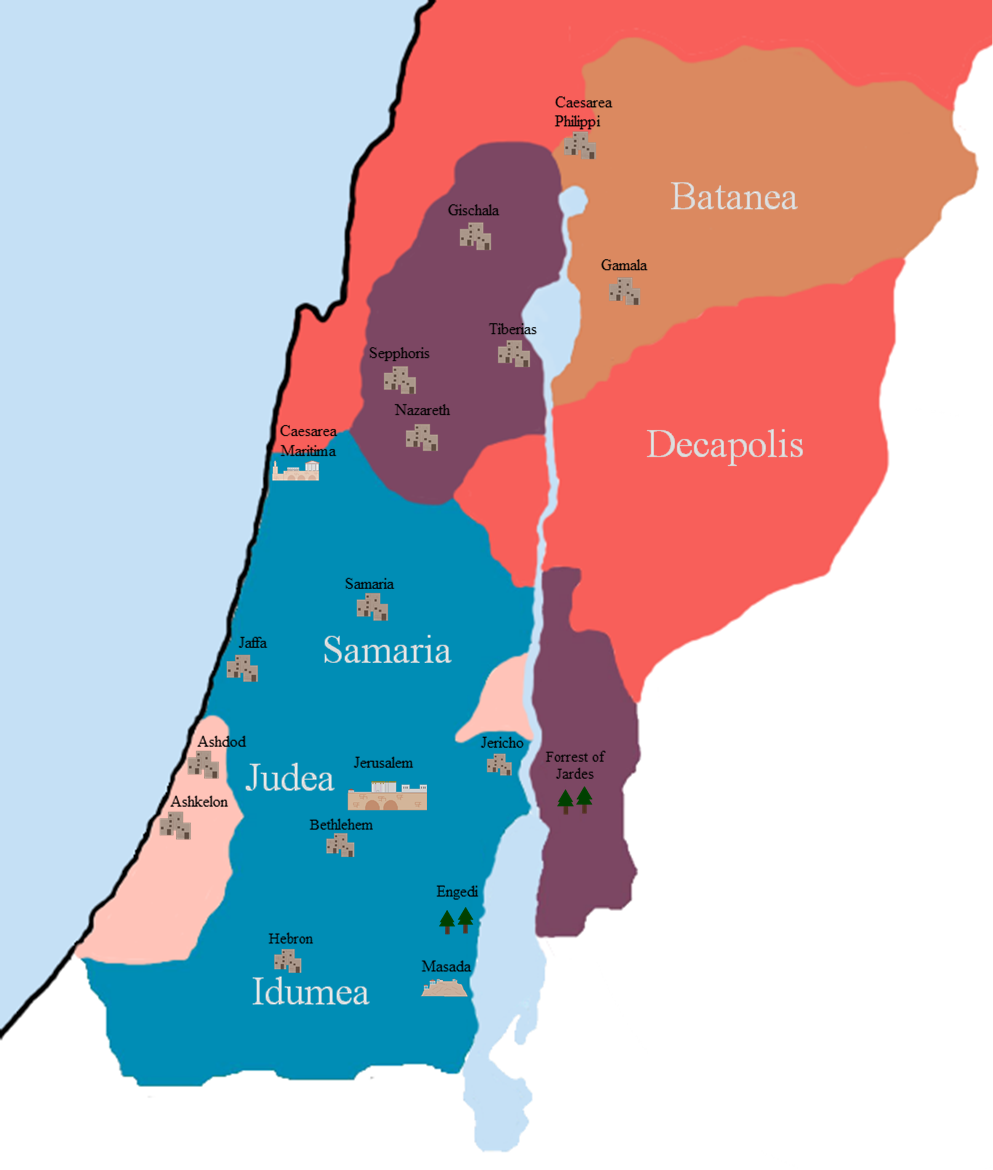
Rozsah vlády Herodovců
etnarcha Herodes Archelaos
tetrarcha Herodes Antipas
tetrarcha Filip I. Herodes
královna Salome I.
Dekapolis

Poprvé vojsko římské říše do Palestiny vstoupilo roku 63 př. n. l., když Pompeius rozhodl mocenský spor mezi Hyrkánem II. a jeho bratrem Aristobúlem II. Vláda správců určených Římem však zemi pokoj nepřinesla a správci museli neustále tišit nepokoje. Ke konci 40. let 1. století př. n. l. navíc přívrženci Hasmoneovce Antigona využili boje o moc uvnitř římské říše a parthského vpádu do Sýrie k vyvolání povstání a svržení přívrženců Římanů.
Herodes, který uprchl do Říma však dokázal získat přízeň římského senátu, který jej jmenoval židovským králem. Během roku 37 pak Herodes Judsko dobyl, Antigona nechal popravit a oženil se s vnučkou Hyrkána II. Mariamné, čímž se přiženil do rodu Hasmoneovců. Herodes se sice dokázal vyhnout přímé římské správě, judské království se však stalo vazalským královstvím, jež nesmělo vykonávat vlastní samostatnou zahraniční politiku. Ve vnitřních záležitostech ovšem Herodes disponoval plnou mocí.
Po Herodově smrti následovaly nástupnické spory a zpochybňování Herodovy závěti. Římané však závěť potvrdili, takže si Herodovo království mezi sebe rozdělili Filip (4 př. n. l. - 33/34 n. l., okrajové oblasti v Sýrii), Herodes Antipas (4 př. n. l. - 39 n. l., Galilea a Perea) a Archelaos (4 př. n. l. - 6 n. l., Judsko, Samařsko, Idumea).

## Vznik provincie

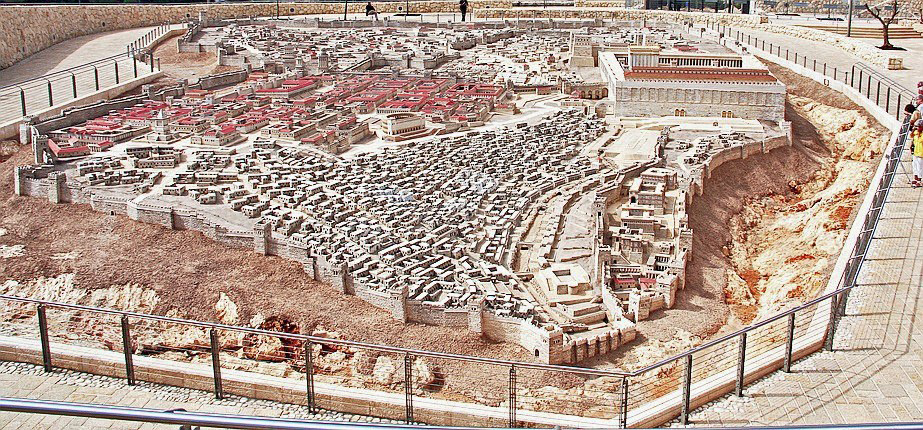
Model antického Jeruzaléma před jeho zničením roku 70

### Římská správa
Archelaova vláda byla ovšem natolik krutá, že Židé vyslali k císaři delegaci a dosáhli jeho sesazení. Judsko a Samařsko se pak stalo římskou provincií, kterou spravoval prefekt (6–44) a později prokurátor (44–70) se sídlem v Caesareji Přímořské. Prefekt / prokurátor disponoval jen pomocnými vojenskými sbory. Výkon občanského a trestního práva Římané ponechali židovským autoritám (sanhedrinu), trest smrti ovšem zůstal vyhrazen prokurátorovi. Židé požívali značné politické i náboženské autonomie, která však byla omezena prefektovým / prokurátorovým právem jmenovat a odvolat velekněze.
Vláda prefektů a prokurátorů ovšem nebyla vůči židovskému cítění příliš citlivá. Například Pontius Pilatus (26-36) nechal vystavět akvadukt z chrámového pokladu, a dokonce se v Chrámu snažil postavit sochu zbožštělého Caliguly. V letech (37-44) byly všechny oblasti bývalého Herodova království opět sjednoceny pod vládu Arippy I., jenž obdržel titul židovského krále díky svému přátelství s Caligulou, po jeho smrti však všechna tato území připadla do provincie Judea.

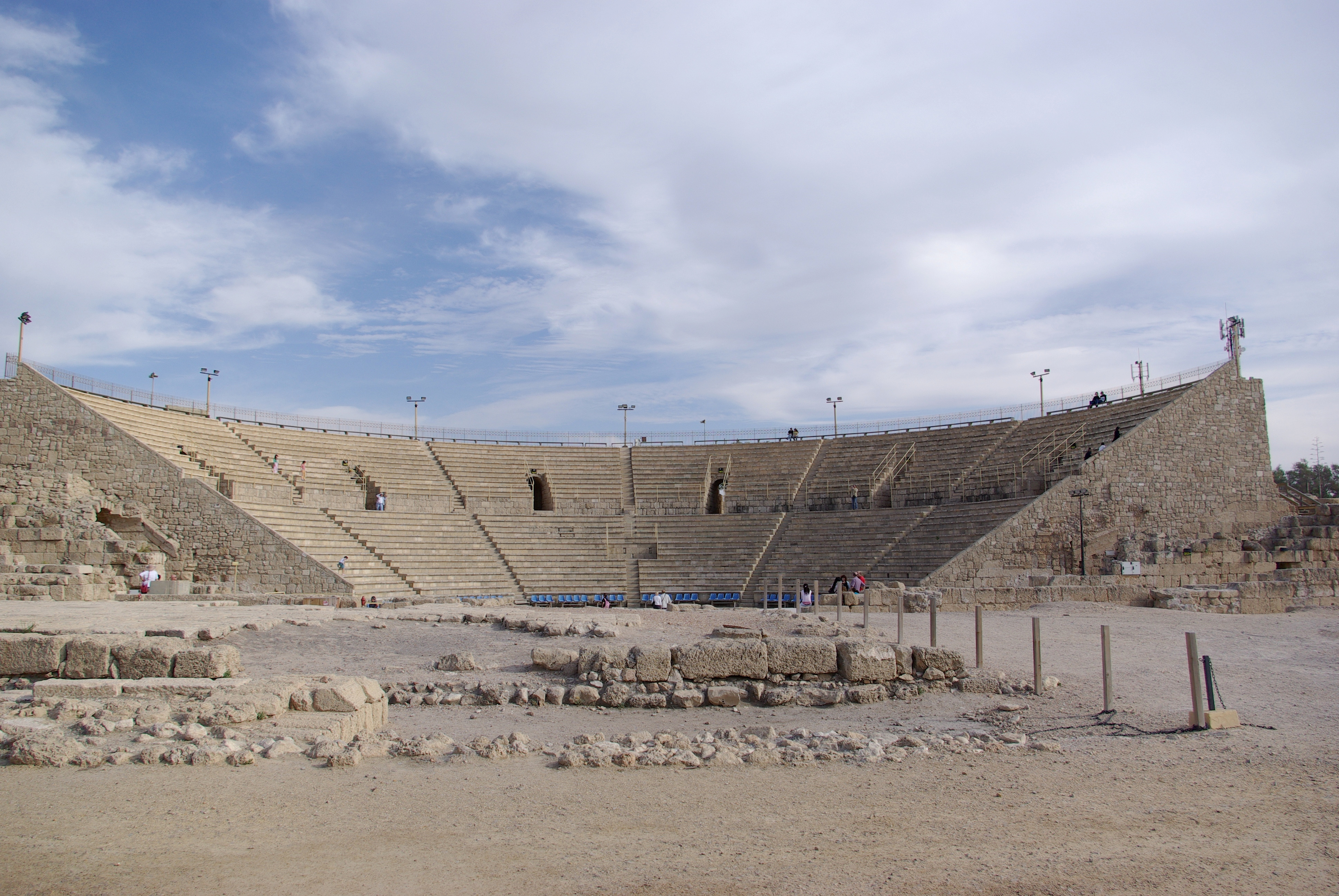
Amfiteátr v Caesareji Přímořské, sídle římských prefektů a prokurátorů

Obyvatelstvo Judeje bylo bilingvní, mluvilo řecky a aramejsky; hebrejština nacházela své uplatnění již jen jako liturgický či posvátný jazyk. Zařazením Judska do římské říše se otevřely jejím obyvatelům nové možnosti, takže mnozí odcházeli do jiných končin říše. Často však dále udržovali se svou domovinou kontakty, dále vyznávali judaismus a na mnohých místech tak vytvořili židovskou pospolitost (například v Římě). Nejvýznamnější židovská komunita žila v Egyptě, kde Židé podle některých odhadů tvořili až 10 % obyvatelstva, většina z nich žila v Alexandrii.

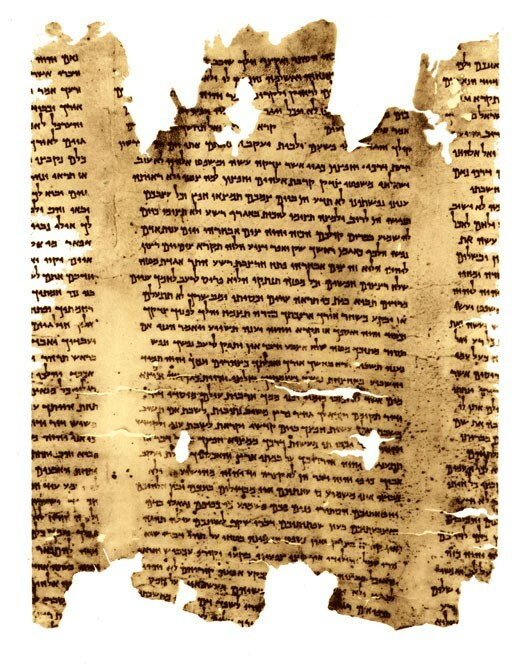
Zlomek svitku od Mrtvého moře nalezený na esejském sídlišti Kumrán

### Židovská hnutí
Neschopná vláda římských správců vyvolávala odpor obyvatelstva. Nejradikálnější hnutí představovali zelóti. Toto hnutí se rozpadalo na různé soupeřící skupinky, pojil je však společný cíl: svržení římské nadvlády, který se snažili realizovat drobnými útoky na cíle římské správy a kolaboranty. Umírněnější skupinu představovali farizeové, kteří požívali podpory širokých vrstev obyvatelstva. Římskou nadvládu interpretovali jako trest za hříchy hasmoneovských králů, v budoucnu však měla být římská nadvláda překonána. Na druhé straně spektra stáli saduceové, helénizovaná hierokracie (kněžská aristokracie), jež byla dříve spjata s vládnoucími Hasmoneovci a nyní široce kolaborovala s Římany.
Mezi apolitická hnutí patřili esejci, jejichž centrem byl Kumrán v Judské poušti na břehu Mrtvého moře, žili však také na mnoha dalších místech po celé Judeji. Významná skupina esejců žila také v Jeruzalémě. Posledním významným židovským hnutím bylo křesťanství, jež považovalo Ježíše Nazaretského, kterého Římané ukřižovali, za mesiáše. Přívržence však křesťanství začalo získávat až po první židovské válce.
Od poloviny 40. let se situace v provincii začala římským prokurátorům vymykat z rukou. Aktivita zelótů prudce rostla, stejně jako vystoupení údajných mesiášů, proroků a demagogů. Kromě zelótů začali vytvářet své bojůvky také saduceové a městská aristokracie, takže k nepokojům a potyčkám docházelo v Judeji stále častěji.

## Povstání proti římské nadvládě

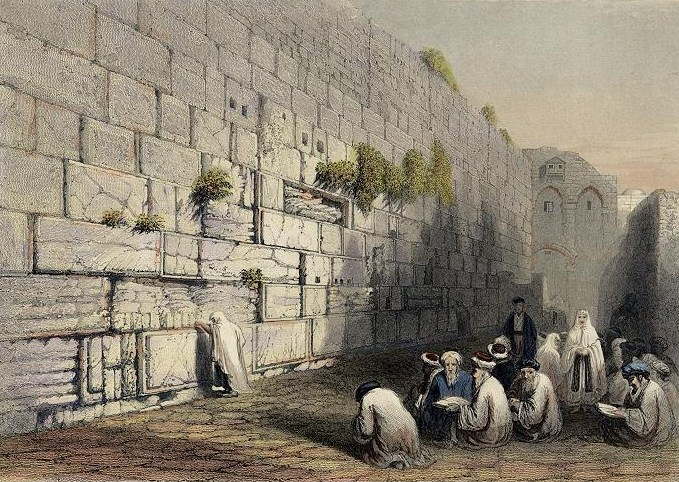
Židé modlící se u Zdi nářků, zbytků základů Chrámu, 19. století

### První židovská válka
Když prokurátor Gessius Florus (64-66) vyplenil chrámový poklad, zahájili zelóti povstání. Podporu farizeů ovšem nezískali a od saduceů ji ani nemohli očekávat, což zapříčinilo rozštěpení zelótů. Brzy však přitáhl s vojskem syrský místodržící Cestius Gallus, což přinutilo židovské frakce se sjednotit, do organizace boje se dokonce zapojil velekněz, takže Židé pak společně římské vojsko porazili.
Židé potom začali válku převážně z iniciativy farizeů organizovat systematicky. Do jednotlivých částí provincie byli vysláni vojenští velitelé, kteří měli protiřímské povstání organizovat. Židé začali také razit své vlastní mince. Římané na potlačení povstání vyslali tři legie pod vedením Vespasiana. Vespasianus roku 67 udeřil na Galileu, kterou díky sporům mezi židovskými frakcemi rychle dobyl, a židovského vojenského velitele Josefa ben Matitjáha (ve službách Římanů přijal jméno Flavius Iosephus) zajali.

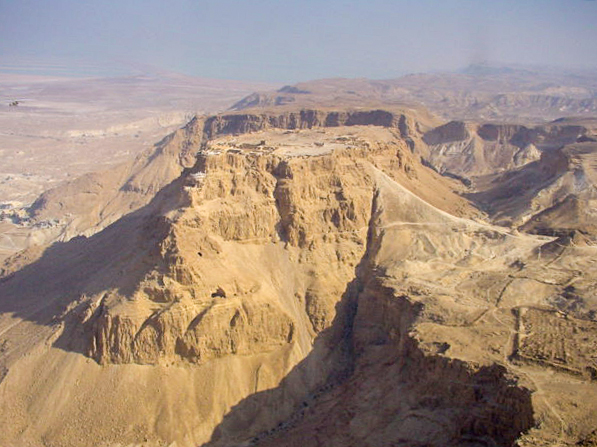
Masada, místo posledního židovského odporu

Vespasianus pak pokračoval na jih, po Neronově smrti byl však provolán císařem, a tak Palestinu opustil a velení přenechal svému synovi Titovi. Ten oblehl Jeruzalém s cílem jej vyhladovět. To již v tomto městě zuřila občanská válka mezi jednotlivými židovskými frakcemi. Během roku 70 římské vojsko postupně vyhladovělý Jeruzalém dobývalo, až nakonec město zcela srovnalo se zemí, včetně Chrámu. Další čtyři roky římské vojsko likvidovalo poslední místa odporu, poslední tvrz Masada Římané obsadili roku 74.

### Meziválečné období
Válka přinesla poničení a vylidnění mnoha oblastí a zchudnutí obyvatelstva. Zničení Chrámu rovněž znamenalo konec chrámového kultu, takže Židé nyní museli hledat novou formu svého náboženství. Iniciativy se ujali farizeové, kteří se snažili transformovat svatost Chrámu do všech oblastí každodenního života. Hlavním úkonem posvěcujícím člověka již nebyla chrámová bohoslužba, nýbrž každodenní studium Tóry. Centrem tohoto hnutí, z něhož vzešla rabínská forma judaismu, byla náboženská škola v Javne, kterou založil Jochanan ben Zakaj. V tomto městě zřejmě také vznikl palestinský biblický kánon a začal se formovat materiál, jenž byl později sepsán v Mišně.
Proces vytváření nauky rabínského judaismu s sebou nesl také prohlubování rozporů mezi Židy a křesťany, až Židé nakonec křesťany ze svého středu vyloučili. To jen spolu se zánikem židokřesťanské komunity v Jeruzalémě urychlilo proces přesouvání těžiště z židokřesťanů na pohanokřesťany a proces helénizace křesťanství.
S potlačením povstání odešlo mnoho Židů z Palestiny do jiných oblastí římské říše. Když pak císař Traianus táhl proti Parthům, využili toho Židé v Kyrenaice roku 115 k povstání, které se rozšířilo také do Egypta a některých dalších míst židovské diaspory. Lusius Quietus toto povstání potlačil až roku 117 po dvou letech války.

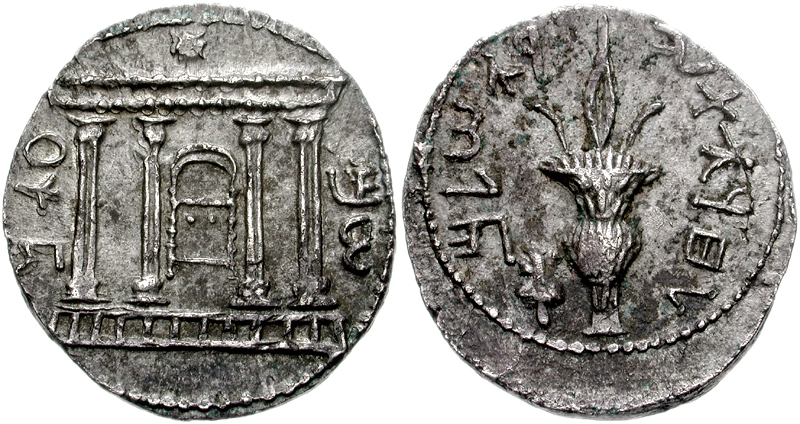
Mince ražené Bar Kochbovými povstalci

### Bar Kochbovo povstání
Roku 132 vypuklo další velké povstání v Palestině. Důvody povstání nejsou zcela známy, podnětem mohl být snad Hadriánův záměr zakázat Židům obřízku nebo vybudovat na místě zbořeného Jeruzaléma helénistické město Aelia Capitolina. Do čela povstání se postavil Šimon bar Kochba, s nímž byly spojeny některé mesiášské představy. Povstání zprvu dosahovalo úspěchů, nakonec se však veliteli římské legie Sextu Iuliu Severovi podařilo povstalce zatlačit do Judské pouště, kde byl nakonec jejich odpor zlomen.
Výsledky války byly pro Židy drastické. Hadrián zakázal Židům jejich náboženství, nechal popravovat židovské učence a odvést mnoho Židů do otroctví. Na místě Jeruzaléma nechal postavit římské město Aelia Capitolina, do kterého byl Židům vstup zakázán a ve kterém nechal vybudovat chrám se dvěma sochami, jednou Jovovou, druhou svou. Židovské osídlení Judska se ocitlo v troskách a život palestinských Židů se přesunul do Galileje. Židovské historické nároky na tuto oblast měly být zapomenuty, k čemuž mělo přispět i přeměnění provincie Judea v provincii Syria Palaestina, která odkazovala na Pelištejce, dávné židovské nepřátele.